# Port Lympne Wild Animal Park

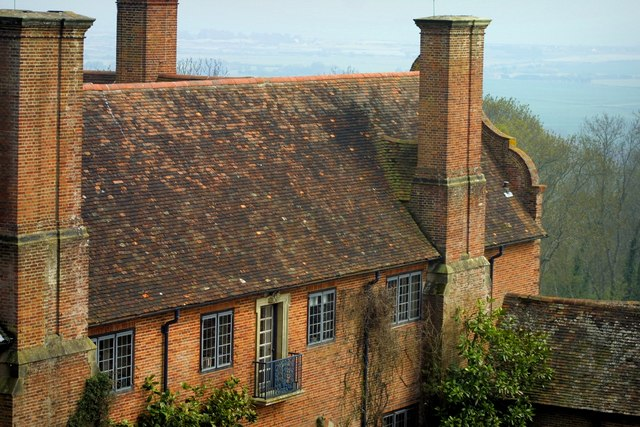
Villa all'interno dello zoo

Il Port Lympne Wild Animal Park, noto anche con il nome di Port Lympne Zoo è un giardino zoologico presso Hythe, nel Kent, in Inghilterra. Copre circa 600 acri di superficie e comprende la storica villa e gli spettacolari giardini progettati dall'architetto Sir Herbert Baker per il proprietario Sir Philip Sassoon durante la prima guerra mondiale.

## Galleria d'immagini

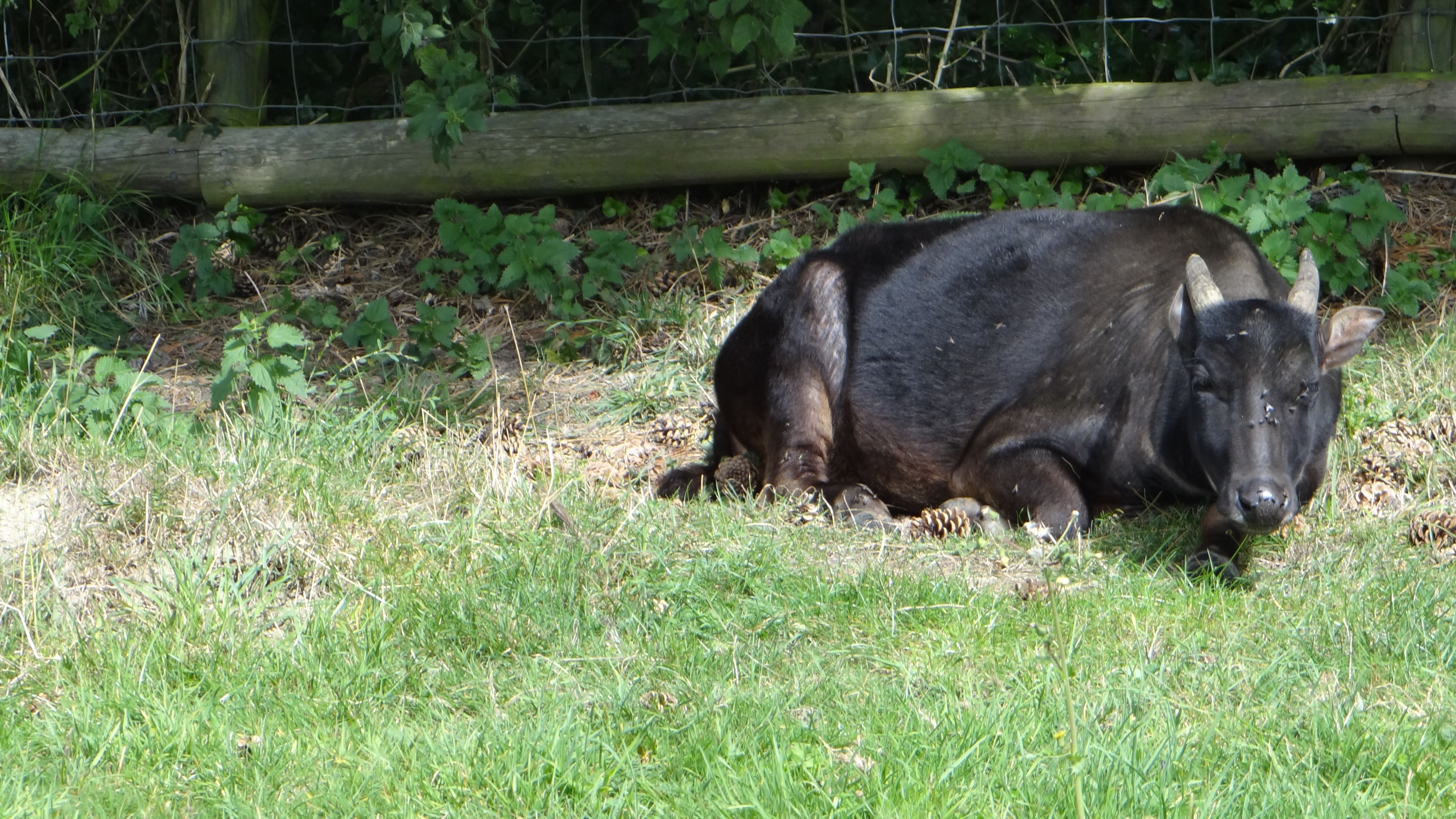
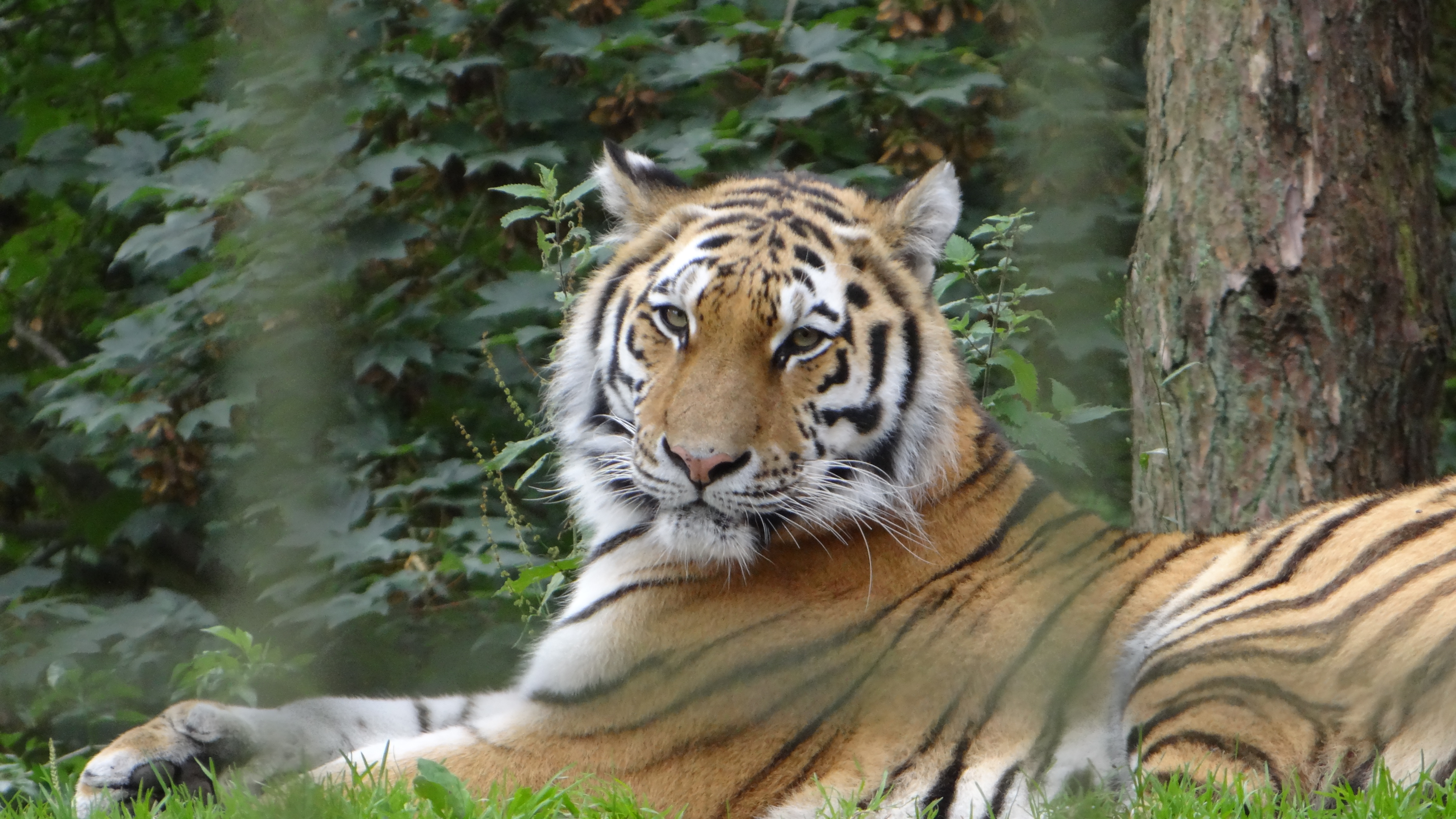
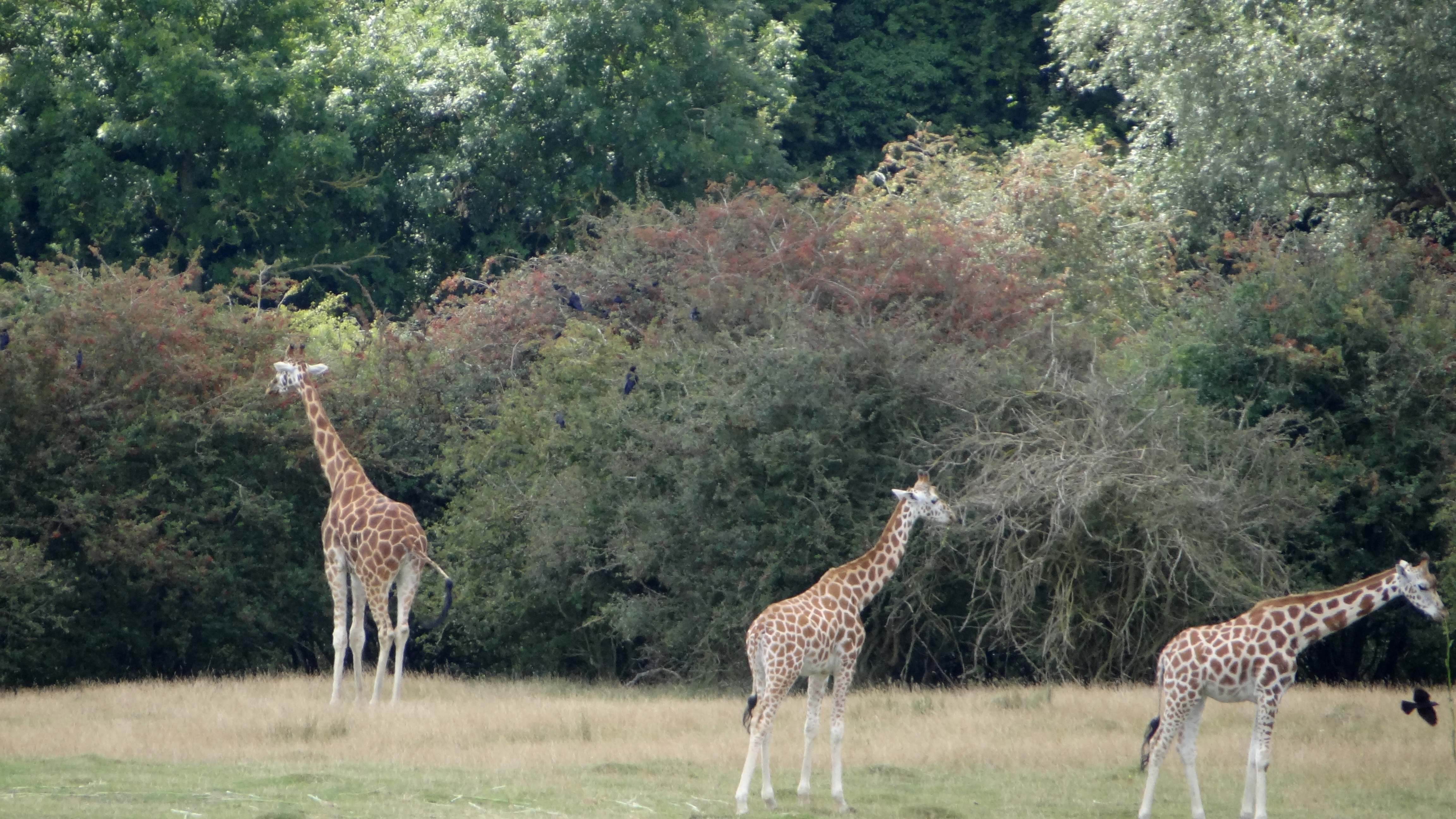
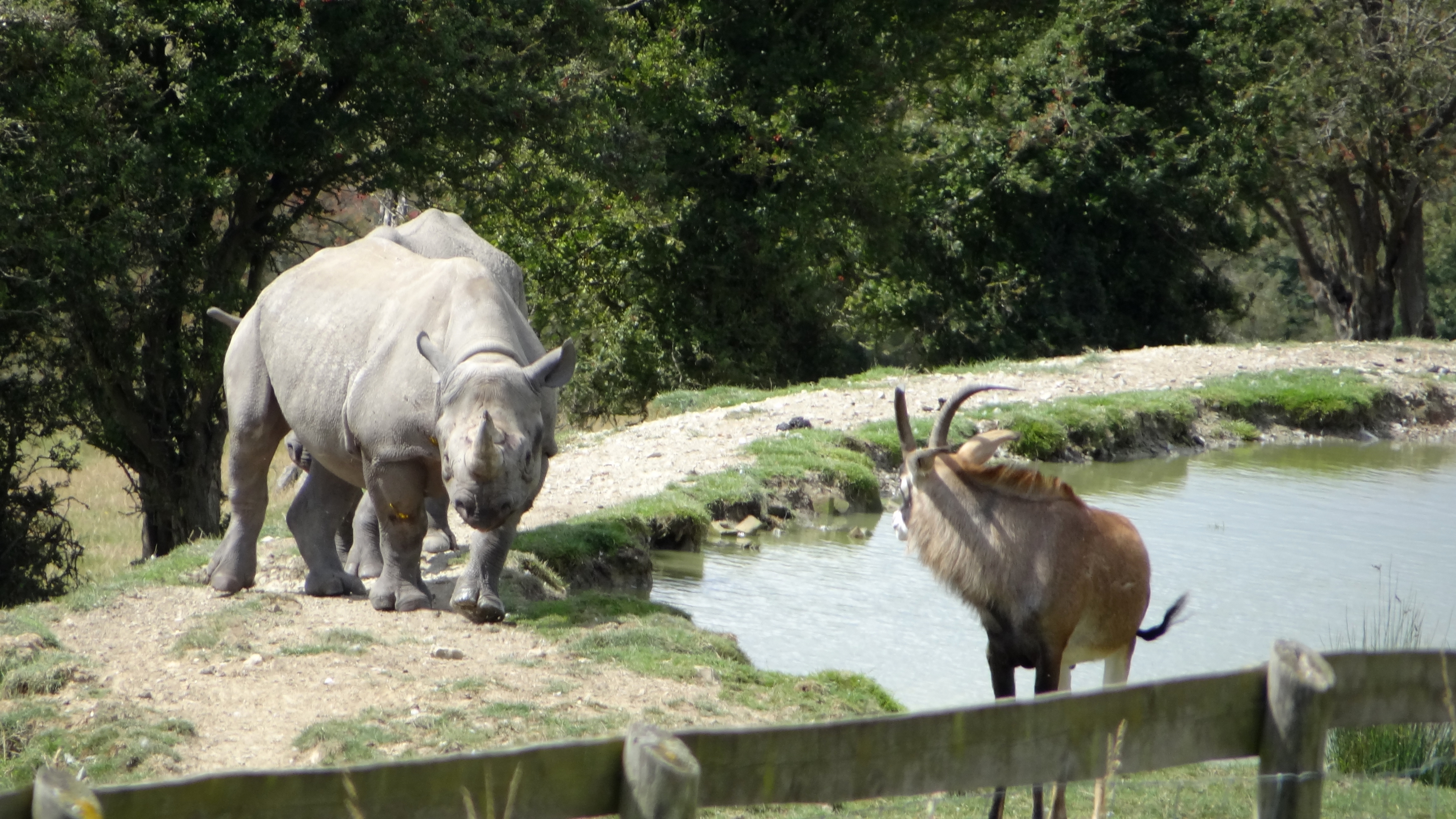